# Buzz Potamkin
Marshall „Buzz“ Potamkin (* 22. Oktober 1945 in den USA; † 22. April 2012 in New York City) war ein US-amerikanischer Fernsehproduzent und -regisseur. Er produzierte in seinem eigenen Studio Werbefilme für das Fernsehen und war maßgeblich an der Gründung von Endemol Australien beteiligt. Neben Werbung konzentrierte sich Potamkin auf die Produktion von Fernsehanimationen, beginnend mit mehreren Fernsehfilmen, die auf der Kinderbuchreihe Berenstain Bears basieren. Anschließend produzierte er Serien für Turner Entertainment und insbesondere für Cartoon Network, einschließlich jeder Episode der animierten Showcase-Serie Was für ein Cartoon!.
Im Laufe seiner 36-jährigen Karriere in der Animation wurde Potamkin für drei Primetime Emmy Awards, zwei Daytime Emmy Awards und einen CableACE Award nominiert. Er starb am 22. April 2012 im Alter von 66 Jahren an Bauchspeicheldrüsenkrebs.

## Karriere
Potamkin gründete 1968, gemeinsam mit Candy Kugel, Vincent Cafarelli und Marilyn Kraemer, die Produktionsfirma Perpetual Motion Pictures, die später in Buzzco Associates umbenannt wurde. Unter den Produktionen, die Potamkin für die Fernsehwerbung vornahm, waren Werke wie die Hawaiian Punch- Serie, MTVs Top of the Hour und die MTVs Kampagne Money for Nothing. Er gründete auch Southern Star Productions und produzierte 1979 unter anderem die animierten Specials The Berenstain Bears 'Christmas Tree und 1990 den Cartoon The Berenstain BearsComic-Stars gegen Drogen.
1991 arbeitete Potamkin einen für kurze Zeit bei der Walt Disney Company und wurde leitender Produzent für die Hanna-Barbera-Cartoons, wo unter seiner Leitung Was für ein Cartoon! entstand.
Potamkin starb am 22. April 2012 an Bauchspeicheldrüsenkrebs.

## Filmografie
Geschichten aus dem Bärenland
- 1979: The Berenstain Bears’ Christmas Tree
- 1980: The Berenstain Bears Meet Bigpaw
- 1981: Strawberry Shortcake in Big Apple City
- 1981: The Berenstain Bears’ Easter Surprise
- 1982: The Berenstain Bears’ Comic Valentine
- 1983: The Berenstain Bears Play Ball
- 1983: Deck the Halls with Wacky Walls
- 1985: ABC Weekend Special (Episode The Velveteen Rabbit)
- 1985: The Berenstain Bears Show
- 1985–1988: CBS Storybreak
- 1986–1987: Teen Wolf (TV-Serie)
- 1988: Mad Scientist
- 1989: Marvin: Baby of the Year
- 1990: Peter Pan und die Piraten
- 1990: Cartoon All-Stars to the Rescue
- 1992: The Addams Family  (TV-Serie)
- 1993: SWAT Kats: The Radical Squadron
- 1993: The Halloween Tree
- 1993–1995: Zwei dumme Hunde
- 1993–1996: Captain Planet
- 1994: Scooby-Doo in Arabian Nights
- 1994: A Flintstones Christmas Carol
- 1995–1997: Was für ein Cartoon!
- 1995: Daisy-Head Mayzie
- 1995: The Real Shlemiel
- 1995: Jonny Quest vs. The Cyber Insects
- 1996: Dexters Labor
- 1996: Big Bag
- 1996–1997: The Real Adventures of Jonny Quest
- 1997: Malcom and Melvin
- 1997–2004: Johnny Bravo
- 1998: Stille Nacht, heilige Nacht – Buster & Chauncey und die Geschichte des Weihnachtsliedes